# Goo Ha-ra
Goo Ha-ra (hangul: 구하라), även känd under artistnamnet Hara, född 13 januari 1991 i Gwangju, död 24 november 2019 i Seoul, var en sydkoreansk sångerska och skådespelare.
Hon var tidigare medlem i den sydkoreanska tjejgruppen Kara från att hon gick med gruppen 2008 till det att den upplöstes 2016. Hara släppte sitt solo-debutalbum Alohara (Can You Feel It?) den 14 juli 2015.
Den 24 november 2019 påträffades Goo Ha-ra död i sin bostad i Cheongdam-dong. Hon hade begått självmord.

## Diskografi

### Album
| Albuminformation                                             | Topplacering          | Topplacering   |
| Albuminformation                                             | Sydkorea (Gaon Chart) | Japan (Oricon) |
| ------------------------------------------------------------ | --------------------- | -------------- |
| Alohara (Can You Feel It?) (EP-skiva) - Släppt: 14 juli 2015 | 4                     | 64             |

### Singlar
| År   | Titel                              | Topplacering          | Topplacering   |
| År   | Titel                              | Sydkorea (Gaon Chart) | Japan (Oricon) |
| ---- | ---------------------------------- | --------------------- | -------------- |
| 2015 | "Choco Chip Cookies" (med Giriboy) | 51                    | —              |
| 2015 | "How About Me?" (med Youngji)      | —                     | —              |

## Filmografi

### TV-drama
| År   | Titel                  | Kanal     | Roll          |
| ---- | ---------------------- | --------- | ------------- |
| 2008 | The Person Is Coming   | MBC       | skolflicka    |
| 2009 | Hero                   | MBC       | cameoroll     |
| 2011 | Urakara                | TV Tokyo  | Hara          |
| 2011 | City Hunter            | SBS       | Choi Da-hye   |
| 2013 | Galileo 2              | Fuji TV   | cameoroll     |
| 2014 | Secret Love            | DRAMAcube | Lee Hyun-jung |
| 2014 | It's Okay, That's Love | SBS       | cameoroll     |